# 우치다 가키치
우치다 가키치(일본어: 内田嘉吉, 1866년(게이오 2년) 음력 10월 12일 ~ 1933년(쇼와 8년) 1월 3일)는 일본 제국의 관료이자 정치인이다. 체신성 관선국장, 대만총독부 민정장관, 체신차관, 대만 총독, 귀족원 의원 등을 역임하였다. 위계는 정3위이며 훈등은 훈1등이다.

## 같이 보기
- 대만일치시기